# Huerta de la Obispalía
Huerta de la Obispalía è un comune spagnolo di 133 abitanti situato nella comunità autonoma di Castiglia-La Mancia.